# 博蒙特–亞當斯轉輪手槍
博蒙特–亞當斯（Beaumont–Adams）是一種英國原產的左輪手槍。此槍在1862年至1880年期間為英國及其殖民地軍警裝備的制式手槍（其中英軍裝備的是.442口徑的版本），並曾參與過許多殖民戰爭，直至被恩菲爾德左輪手槍取代為止。另外，此槍還曾在數個歐洲國家及美國特許生產。

## 使用國

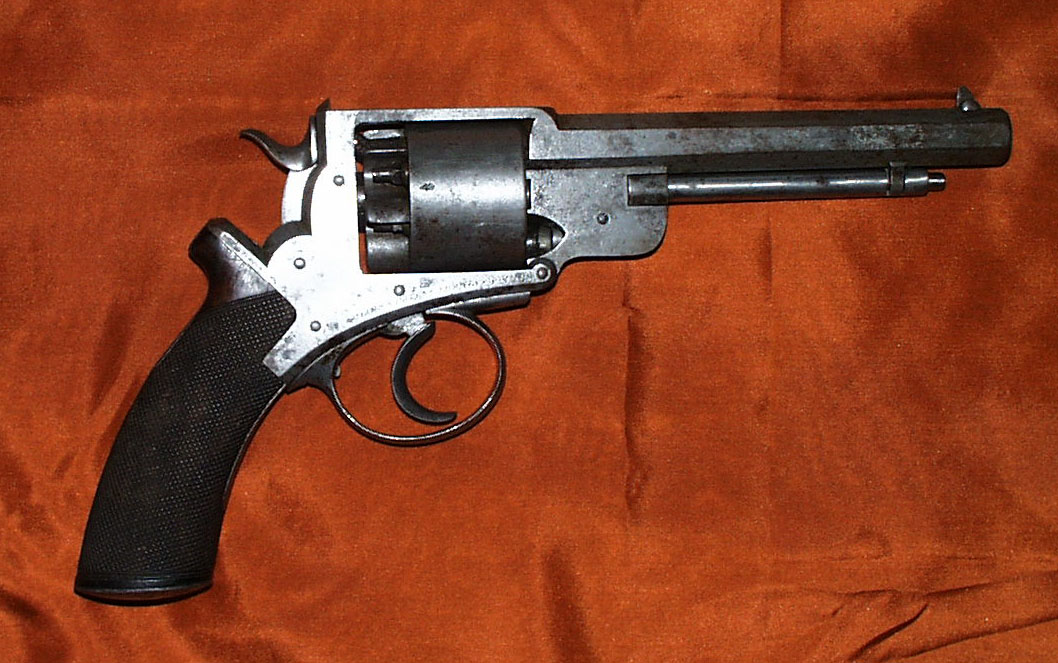
亞當斯1866型

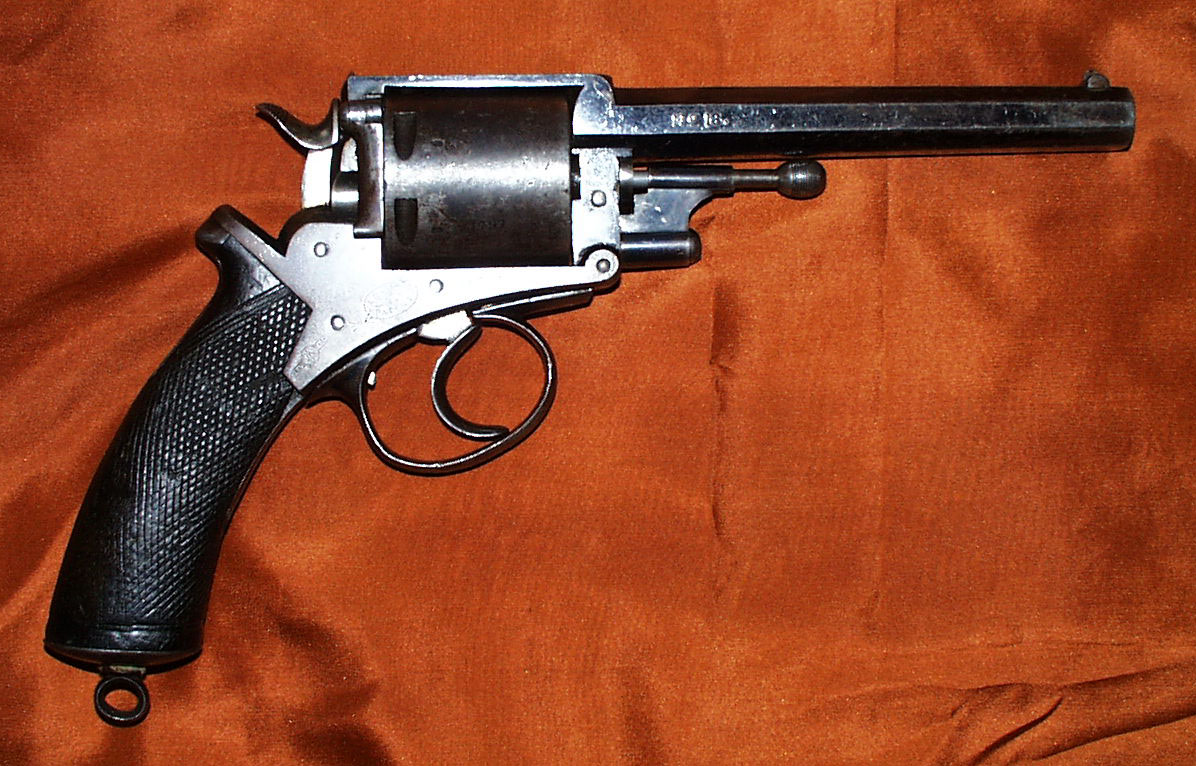
亞當斯1872型，此版本廣泛地被英軍採用

- 英國及其殖民地
- 荷蘭
- 俄罗斯帝国
- 美国